# Síndrome de realimentação
A síndrome de realimentação é uma condição que pode ocorrer após a reintrodução da nutrição após um período prolongado de fome. Também pode ocorrer com nutrição na forma de nutrição parenteral total. Pode resultar em baixo teor de fosfato, baixo teor de magnésio, baixo teor de potássio e baixo teor de tiamina. Isso pode resultar em fraqueza, diminuição da respiração, má coordenação, confusão, convulsões e arritmias cardíacas.
Os fatores de risco incluem distúrbios alimentares, alcoolismo, pós-operatório, desnutrição crônica, cirurgia bariátrica e doença inflamatória intestinal. O mecanismo subjacente envolve o aumento do açúcar no sangue, levando ao aumento dos níveis de insulina, resultando na absorção de potássio e fosfato pelas células. O diagnóstico é baseado na diminuição dos níveis sanguíneos de fosfato, potássio ou magnésio.
A doença em sua apresentação leve é uma diminuição de 10 a 20%; doença moderada é uma diminuição de 20 a 30% e a apresentação grave uma diminuição maior que 30%.
O tratamento é feito pela reintrodução gradual de calorias. Nas primeiras 24 horas, recomenda-se 10 a 20 kcal/kg ou não mais que metade da necessidade energética da pessoa. Os suplementos de tiamina devem ser administrados precocemente. Suplementos de potássio, fosfato, cálcio e magnésio também são frequentemente recomendados. Os eletrólitos devem ser medidos a cada 12 horas inicialmente.
A frequência da síndrome de realimentação não é esclarecida. Um estudo encontrou taxas de 0,5% a 18% entre pessoas hospitalizadas. As descrições modernas da condição datam da Segunda Guerra Mundial. No entanto, ao longo da história, ocorreram várias descrições anteriores de pessoas que morreram após comerem após longo período sem se alimentar.